# Bombus persicus
Bombus persicus là một loài Hymenoptera trong họ Apidae. Loài này được Radoszkowski mô tả khoa học năm 1881.